# Wisar Musliu
Wisar Musliu (ur. 13 listopada 1994 w Gostiwarze) – macedoński piłkarz, występujący na pozycji obrońcy w belgijskim klubie Sint-Truidense VV, reprezentant Macedonii Północnej. Uczestnik Mistrzostw Europy 2020.
Wychowanek KF Gostiwar, w trakcie swojej kariery grał także w takich zespołach jak FK Renowa, FC Sankt Gallen, Wardar Skopje, FC Prishtina, Shkëndija czy SC Paderborn 07.